# Jean-Baptist Feilen
Jean-Baptist Feilen (* 29. Mai 1904 in Rosslingen; † 25. Dezember 1991 in Berlin) war ein deutscher KPD-Funktionär, Widerstandskämpfer gegen den Nationalsozialismus, Häftling im KZ Buchenwald und Dezernatsleiter der Thüringer Landespolizei.

## Leben
Der Sohn eines Bergarbeiters wurde ebenfalls Bergmann und 1920 Mitglied der Kommunistischen Jugend Deutschlands und der Kommunistischen Partei Deutschlands (KPD). Er besuchte die Reichsparteischule der KPD und war 1932 Kursant an der M-Schule in Moskau. Als Funktionär und Leiter der militärpolitischen Abteilung der KPD-Bezirksleitung Mittelrhein in Köln beteiligte sich bereits in der Zeit der Weimarer Republik am Widerstand gegen den aufkommenden Nationalsozialismus.
Nach der Machtübertragung an die NSDAP wurde er im Juni 1933 in „Schutzhaft“ genommen und in das KZ Esterwegen überstellt. Nach seiner Freilassung betätigte er sich weiter im illegalen Widerstand, wurde 1934 erneut verhaftet und zu zwei Jahren Zuchthaus verurteilt. Danach wurde er in das KZ Lichtenburg überführt und kam mit seiner Eröffnung 1937 als Häftling in das KZ Buchenwald, wo er dem Wäscherei-Kommando zugeteilt wurde. Er musste im Lager Prügel-Exzesse auf dem Prügelbock durchstehen. Nach einiger Zeit wurde er zum Kapo ernannt. In dieser Funktion beteiligte er sich am Häftlingswiderstand und half dabei, zahlreichen Häftlingen das Leben zu retten. Wie Feilen den regelmäßigen Kontakt zur Internationalen Militär-Organisation (IMO) wahrnahm, so unterstützte er die Befreiung durch die 3. US-Armee des Lagers im April 1945. Den ersten Bericht über seine offizielle Tätigkeit als Leiter der Wäschekammer und seine illegale Widerstandsarbeit gab er bereits 1945 zu Protokoll, ein weiterer Bericht folgte im Jahre 1979.
Als die NS-Herrschaft beseitigt war, nahm Feilen bis 1949 verschiedene Funktionen im Thüringer Polizeiapparat wahr, zuletzt als Leiter der K5 (politische und andere Straftaten). Später wechselte er als Leiter in Einrichtungen der DDR-Volkswirtschaft und des Außenhandels. So war er Personalleiter in der VVB Kupfer und Zink in Halle, bis 1957 leitender Angestellter verschiedener Ministerien und bis 1967 Handelsrat an der Botschaft in Jugoslawien. Seit 1973 war er Mitglied des Generalrates des Internationalen Komitees Buchenwald-Dora.

## Auszeichnungen
- 1964 Orden Banner der Arbeit
- 1974 Vaterländischer Verdienstorden in Gold
- 1979 Ehrenspange zum Vaterländischen Verdienstorden in Gold